# Spilogona setinervis
Spilogona setinervis är en tvåvingeart som först beskrevs av Huckett 1932.  Spilogona setinervis ingår i släktet Spilogona och familjen husflugor. Inga underarter finns listade i Catalogue of Life.